# Tour de Pologne 1933

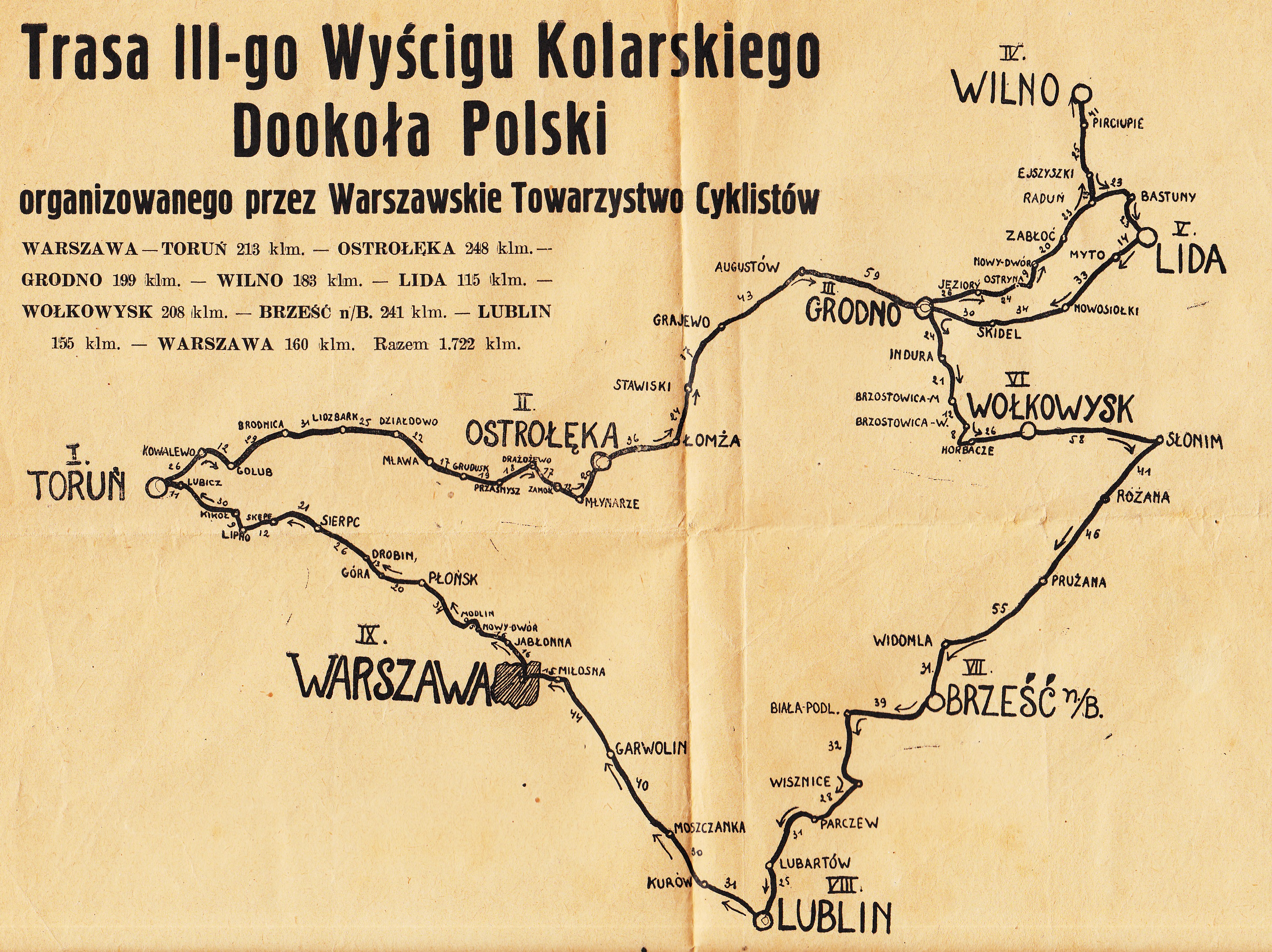
Mapa Trzeciego Wyścigu Kolarskiego Dookoła Polski

3. edycja wyścigu kolarskiego Tour de Pologne odbyła się w dniach 1–10 września 1933. Poprzednia edycja odbyła się 4 lata wcześniej (przerwa spowodowana była trudnościami organizacyjnymi, brakiem współpracy klubów – jedynie Warszawskie Towarzystwo Cyklistów (WTC) starało się zorganizować wyścig. Rywalizację rozpoczęło 48 kolarzy (niewiele, bowiem decyzja o wskrzeszeniu touru zapadła późno i nie wszędzie dotarła na czas do zawodników i klubów), a ukończyło 24. Zabrakło na starcie kolarzy ze Lwowa, Krakowa (poza Dudą) i Śląska oraz Poznania i częściowo z Łodzi. Łączna długość wyścigu – 1721 km. Organizatorem wyścigu było samodzielnie WTC.
Pierwsze miejsce w klasyfikacji generalnej zajął Jerzy Lipiński (KKS Skoda Warszawa), drugie Wiktor Olecki (Legia Warszawa), a trzecie Stanisław Wasilewski (RKS Świt Warszawa). Sędzią głównym był Feliks S. Gołębiowski. 
Wyścig rozgrywano w anormalnych warunkach. Na siedmiu (z dziewięciu) etapach ścigano się w przenikliwym zimnie i deszczu. Najtrudniejszy pod tym względem był etap z Torunia do Ostrołęki, gdzie wycofało się aż dziesięciu zawodników.

## Etapy
| Etap      | Data        | Start - meta                  | Długość (km) | Zwycięzca etapu      | Lider                |
| I etap    | 1 września  | Warszawa – Toruń              | 219          | Stanisław Wasilewski | Stanisław Wasilewski |
| II etap   | 2 września  | Toruń – Ostrołęka             | 248          | Jerzy Lipiński       | Jerzy Lipiński       |
| III etap  | 3 września  | Ostrołęka – Grodno            | 202          | Stanisław Wasilewski | Jerzy Lipiński       |
| IV etap   | 4 września  | Grodno – Wilno                | 183          | Wiktor Olecki        | Jerzy Lipiński       |
| V etap    | 6 września  | Wilno – Lida                  | 115          | Stanisław Wasilewski | Jerzy Lipiński       |
| VI etap   | 7 września  | Lida – Wołkowysk              | 208          | Stanisław Wasilewski | Jerzy Lipiński       |
| VII etap  | 8 września  | Wołkowysk – Brześć nad Bugiem | 231          | Wiktor Olecki        | Jerzy Lipiński       |
| VIII etap | 9 września  | Brześć nad Bugiem – Lublin    | 155          | Stanisław Wasilewski | Jerzy Lipiński       |
| IX etap   | 10 września | Lublin – Warszawa             | 160          | Wiktor Olecki        | Jerzy Lipiński       |

## Końcowa klasyfikacja generalna

### Klasyfikacja indywidualna
| Poz. | Zawodnik               | Kraj   | Zespół                            | Czas (średnia km/h)       |
| ---- | ---------------------- | ------ | --------------------------------- | ------------------------- |
| 1.   | Jerzy Lipiński         | Polska | KKS Skoda Warszawa                | 64h 58' 06" (26,490 km/h) |
| 2.   | Wiktor Olecki          | Polska | Legia Warszawa                    | +15' 39"                  |
| 3.   | Stanisław Wasilewski   | Polska | RKS Świt Warszawa                 | +1h 15' 53"               |
| 4.   | Władysław Konopczyński | Polska | RKS Świt Warszawa                 | +1h 55' 43"               |
| 5.   | Stanisław Zieliński    | Polska | TSO Orkan Warszawa                | +2h 31' 30"               |
| 6.   | Mieczysław Moczulski   | Polska | Warszawskie Towarzystwo Cyklistów | +2h 35' 11"               |
| 7.   | Franciszek Specjał     | Polska | Tramwajarz Warszawa               | +2h 57' 12"               |
| 8.   | Stefan Zagórski        | Polska | Jur Warszawa                      | +3h 05' 40"               |
| 9.   | Stanisław Duda         | Polska | Garbarnia Kraków                  | +4h 08' 34"               |
| 10.  | Konstanty Chwedoruk    | Polska | Siedleckie Towarzystwo Kolarskie  | +4h 16' 12"               |

### Klasyfikacja drużynowa
W klasyfikacji drużynowej zwyciężył zespół Jur Warszawa w składzie: Zygmunt Nadulski, Lucjan Kosior i Stefan Zagórski.